# Mirko Gerbi
Mirko Gerbi (Prato, 30 maggio 1978) è un ex pallavolista italiano.
Giocò nel ruolo di schiacciatore.

## Carriera
La carriera di Mirko Gerbi inizia nel settore giovanile del Cuneo Volley Ball Club, con cui disputa un campionato di Serie C e uno di Serie B2. Nella stagione 1997-98 viene aggregato alla prima squadra, vincendo così la supercoppa europea e la Coppa delle Coppe. Dopo un anno a Busca, sede della società satellite del club cuneese, viene ceduto ai Volley Lupi Santa Croce, dove rimane per cinque annate, vincendo un campionato di Serie A2 e una Coppa Italia di categoria. Terminata l'esperienza toscana passa al Biella Volley, per poi chiudere la sua carriera nel Volley Ball Club Mondovì.

## Palmarès
- Coppa Italia di Serie A2: 1

2004-05
- Coppa delle Coppe: 1

1997-98
- Supercoppa europea: 1

1997